# Kákabélű (South Park)
A Kákabélű (Starvin' Marvin) a South Park című rajzfilmsorozat kilencedik része (az 1. évad 9. epizódja). Elsőként 1997. november 19-én sugározták az Egyesült Államokban.

## Cselekmény
Ebben a hálaadás idején játszódó epizódban a főszereplő gyerekek Terrance és Phillip egyik filmjének reklámszünetében egy hirdetést látnak az etióp éhezőkről. Amikor az éhezők megsegítését célul kitűző szervezet vezetőjétől, Sally Strutherstől megtudják, hogy pénzadományért cserébe egy sportórát kaphatnak, Cartmanék pénzt küldenek Etiópiába. Stan azonban egy tévedés következtében a várva várt óra helyett egy etióp fiút kap a postán, akit soványsága miatt Kákabélűnek neveznek el. Másnap az iskolában az események megtárgyalása közben egy csapat megvadult pulyka tör be a terembe; a South Parkban lakó génsebész, Dr. Mephisto figyelmezteti McDaniels polgármester asszonyt, hogy korábban a szegények megsegítésére pulykákat klónozott, de azok embereket kezdtek el megtámadni, azonban szavai süket fülekre találnak – a polgármester és tanácsadói bolondnak tartják a tudóst és gúnyt űznek belőle.
A kormány emberei hamarosan felbukkannak a városban és Kákabélűt keresik, aki egy trükkel eléri, hogy helyette Cartmant vigyék vissza Etiópiába. Az éhező Cartman rátalál a Vöröskereszt épületére és felfedezi, hogy Sally Struthers álcának használta fel a szervezetet, annak érdekében, hogy az összes élelmiszert felfalhassa. Amikor Cartman erről tájékoztatja az etiópokat, ők fellázadnak és magukkal viszik az őket megillető adományokat.
South Parkban a pulykák támadásba lendülnek, de a városiak Séf bácsi vezetésével visszavágnak és véres küzdelemben sikerül legyőzniük őket. Az epizód végén Kákabélű az elpusztított pulykákkal visszautazik Etiópiába, hogy megvendégelje népét és Cartman is sikeresen hazatér.

## Kenny halála
- Kenny a mutáns pulykák támadása során veszti életét.

## Utalások
- Séf bácsi és a pulykák vezetője egyaránt a Mel Gibson által megformált William Wallace-ként, A rettenthetetlen című film hőseként buzdítja a többieket.
- Cartman és Wendy vitája a szegényekről utalás Charles Dickens Karácsonyi ének című művére.
- Cartman Etiópában élelmet keresve összeesik és ezt mondja: " Éli, Éli, lamma sabaktani " Ez utalás a keresztrefeszített Jézus utolsó szavaira, ami arámi nyelven azt jelenti, hogy  Istenem, Istenem, miért hagytál el engem?

## Érdekességek
- Kenny szülei ebben a részben szerepelnek először a sorozatban.

## Bakik / poénok
- Kyle sonkát eszik, annak ellenére, hogy zsidó vallású és a disznóhúsból készült ételek egyike sem számít kósernek.
- Etiópiában valójában nem beszélik a jellegzetes „csattogó” nyelvet. Ez a nyelvjárás Afrika déli részén, a Kalahári-sivatag környékén elterjedt.